# Olena Schchumowa
Olena Samiriwna Schchumowa (ukrainisch Олена Замирівна Шхумова, * 24. November 1993 in Lwiw) ist eine ukrainische Rennrodlerin. Sie ist zweifache Olympiateilnehmerin. Sie startete für Kolos Lviv und arbeitet als Sportlehrerin.

## Von den Juniorinnen in den Weltcup
Olena Schchumowa gab ihr internationales Debüt in der zweiten Hälfte der Saison 2009/10 im Weltcup der Jugend-A. Ihr erstes Rennen bestritt sie in Königssee, stürzte aber und erreichte das Ziel nicht. Erst zum letzten Saisonrennen in Winterberg kam sie zu einem zweiten Einsatz, bei dem sie den 13. Platz belegte. Mit 30 Punkten aus diesem Rennen wurde sie am Ende 33. der Gesamtwertung der Rennserie.
2010/11 rückte Schchumowa in den Juniorinnen auf und kam zumindest in der Theorie in allen Rennen zum Einsatz. Zum Saisonauftakt fanden zwei Rennen in Sigulda statt. Im ersten wurde sie 24., im zweiten trat sie trotz Meldung nicht an. Im nächsten Rennen in Altenberg fuhr sie auf den 21. Platz und stürzte anschließend erneut beim Rennen am Königssee. Zum Saisonfinale in Igls wurde die Ukrainerin 27. Mit 51 Punkten war sie am Ende 26. der Gesamtwertung. Das Rennen in Igls waren zugleich die Junioreneuropameisterschaften 2011, in deren Rahmen Schchumowa den 19. Platz belegte. Schon zuvor wurde sie in Oberhof bei den Juniorenweltmeisterschaften 36.
Zum Auftakt der Saison 2011/12 wurde Schchumowa erstmals in das Weltcup-Team der Ukraine berufen und hatte in Igls die Chance, sich über den Nationencup für das eigentliche Weltcup-Rennen zu qualifizieren, woran sie jedoch als 29. des Rennens recht deutlich scheiterte. Mit Oleksandr Obolontschyk und dem Doppelsitzerpaar Ivan Vynnytskyy und Oleg Fitel kam sie dennoch im Mannschaftswettbewerb zum Einsatz und wurde Zehnte. Die beiden Rennen auf der Nordamerika-Tour machte sie nicht mit und kehrte erst für das Rennen am Königssee in den Weltcup zurück. Auch bei ihrem dritten Rennen auf dieser Bahn stürzte sie, dieses Mal im Nationencup-Rennen, und kam nicht ins Ziel. Auch die beiden Versuche bei den Rennen in Oberhof und Winterberg über die Nationencup-Rennen die Weltcup-Rennen zu erreichen verpasste Schchumowa als 22. und 26. deutlich. Mit 55 Punkten wurde sie am Ende 32. der Gesamtwertung des Nationencups und mit 32 Punkten 34. der des Weltcups. Danach bestritt sie noch einmal zwei Rennen im Juniorinnen-Weltcup. In Igls wurde sie 16., in Winterberg 27. Mit 39 Punkten aus den beiden Rennen wurde sie am Ende 34. der Gesamtwertung des Juniorinnen-Weltcups. Die Winterberger Rennen waren zugleich die Junioreneuropameisterschaften 2012, Schchumowa wurde hier 19. zum Saisonfinale wurden die Juniorenweltmeisterschaften 2012 am Königssee, wo Schchumowa es auf der Bahn erstmals ins Ziel schaffte und den 28. Platz belegte. Im Staffelrennen kam das Team mit Schchumowa, Anton Dukatsch und dem Doppel Vynnytskyy/Fitel nach einem Sturz des Doppels nicht in die Wertung.
Die Saison 2012/13 begann Schchumowa mit zwei Stürzen in den Rennen der Juniorinnen in Lillehammer und am Königssee. In Bayern wurde sie zudem mit Diúkatsch und dem Doppel Volodymyr Buryy und Anatolii Lehedza Siebte mit der Mannschaft. Bei den Juniorenweltmeisterschaften 2013 in Park City erreichte sie mit Rang 16 im Einzelrennen einen Achtungserfolg. Zudem wurde sie mit der Mannschaft in der Besetzung vom Königssee Achte. In Igls wurde sie danach 20., in Winterberg 15. bei Weltcup-Rennen der Juniorinnen. Mit 47 Punkten belegte sie den 27. Platz der Gesamtwertung. Die Einsätze bei den Juniorinnen wurden von zwei Einsätzen in Nationencup-Rennen des Weltcups eingerahmt. Zum Saisonbeginn verpasste sie in Igls als 39. deutlich das Weltcuprennen, beim Saisonfinale in Sotschi verpasste sie die erste Weltcup-Qualifikation weitaus knapper und wurde 21. Mit 22 Punkten war sie 45. der Gesamtwertung des Nationencups und mit 12 Punkten 50. der Gesamtweltcup-Wertung. Bei den Weltmeisterschaften 2013 in Whistler stürzte sie im ersten Lauf und beendete das Rennen nicht.

## Etablierung im Weltcup und zwei Olympische Winterspiele
Seit der Saison 2013/14 startete Schchumowa nur noch bei den Frauen im Weltcup. In ihrer ersten kompletten Saison trat sie abgesehen vom ersten Rennen nach der Nordamerika-Tour am Königssee bei allen Wettbewerben an. Zum Saisonauftakt in Lillehammer wurde sie 19. des Nationencups, in Igls stürzte sie im Qualifikationsrennen, in Winterberg erreichte sie mit Rang 16 ihr bestes Ergebnis der Saison in einem Nationencup-Rennen. Es folgte die Nordamerika-Tour, mit zunächst einem schwächeren Rennen in Whistler mit Rang 30 und anschließend einem besseren Rennen in Park City mit Platz 18. Auch in Oberhof erreichte sie diese Platzierung, in Altenberg war sie zwei Ränge schlechter. Beim letzten Weltcup-Rennen der Saison in Sigulda schaffte es Schchumowa schließlich als 17. des Nationencup-Rennens den letzten Qualifikationsplatz für das Weltcup-Rennen zu erreichen. Dieses Mal reichte auch eine etwas schwächere Platzierung, da vor den Olympischen Spielen schon einige Top-Starterinnen nicht mehr am Rennen teilnahmen. Bei ihrem ersten Weltcup-Rennen stürzte die Ukrainerin allerdings schon im ersten Lauf und erreichte das Ziel nicht. Mit 91 Punkten war sie dennoch 31. der Weltcup-Gesamtwertung, mit 149 Punkten 28. der Gesamtwertung des Nationencups. Die Rennen in Sotschi waren zudem die Europameisterschaften 2014. In die Wertung kam sie hier nur mit Andrij Kis sowie Oleksandr Obolontschyk und Roman Zakharkiv als Siebte des Staffelrennens. Als beste Ukrainerin im Weltcup erhielt sie neben Olena Stezkiw einen der beiden ukrainischen Quotenplätze für die Olympischen Winterspiele 2014 in Sotschi. Schchumowa startete sehr gut in die Rennen, fuhr im ersten Lauf die 18.-beste, im zweiten Lauf die 19.-beste Zeit und lag somit zur Halbzeit unter den besten 20. Auch am zweiten Tag konnte sie zunächst diese Ergebnisse bestätigen und mit der 17.-besten Laufzeit sogar noch etwas übertreffen. Doch im abschließenden vierten Lauf unterlief ihr ein schwerer Fahrfehler, durch den sie auf den 31. und damit letzten Rang zurückfiel.
In der nacholympischen Saison 2014/15 kam Schchumowa wie das ganze ukrainische Team zu vergleichsweise wenigen internationalen Einsätzen. Zum Saisonauftakt verpasste sie in Igls bei einem traditionell stark zum ersten Rennen besetzten Feld als 20. das Hauptrennen. Danach dauerte es bis Oberhof, wo sie als 16. die Qualifikation überaus knapp verpasste. Ihr drittes und letztes Saisonrennen in Winterberg beendete sie aufgrund eines Sturzes nicht. Mit 26 Punkten erreichte sie den 38. Platz des Gesamtweltcups und war damit hinter Olena Stezkiw und Anastasia Polusytok die schwächste der drei Ukrainerinnen. Auch in der Gesamtwertung des Nationencups war sie als 36. mit 46 Punkten nur die drittbeste der Ukrainerinnen. Auch bei den Weltmeisterschaften 2015 zum Saisonabschluss war sie hinter Stezkiw, Polusytok und Darja Hula nur die vierte und damit schwächste Ukrainerin. Nach einem schweren Fahrfehler im ersten Lauf verpasste sie nicht nur das Finale der besten 20, sondern fiel auch mit großem Rückstand gegenüber dem übrigen Feld auf den 37. und letzte Platz.
Die Saison 2015/16 wurde wieder erfolgreicher für Schchumowa. Schon zum Saisonauftakt in Igls gelang es ihr, sich als 13. des Nationencup-Rennens für ihr zweites Weltcup-Rennen zu qualifizieren, in dem sie auf den 24. Platz fuhr und zudem gemeinsam mit Anton Dukatsch und dem Doppel Oleksandr Obolontschyk & Roman Zakharkiv Achte des Teamstaffel-Rennens wurde. Trotz des guten Saisoneinstands nahm die Ukrainerin nicht an der Nordamerika-Tour und auch nach dem Jahreswechsel nicht am ersten Rennen in Sigulda teil. Erst am Königssee kam sie zu den Weltmeisterschaften 2016 zurück auf die internationale Bühne und wurde 35. des Frauen-Einzels. Danach verpasste sie in Oberhof als 15. des Nationencups eine erneute Qualifikation für das Weltcup-Rennen nur knapp. Die Qualifikation gelang ihr als Siebte des Nationencups von Sotschi beim nächsten Weltcup-Wochenende. Im Weltcup-Rennen wurde sie 17. und lag damit vor der früheren Olympiasiegerin Tatjana Hüfner und vor den Weltklasse-Athletinnen Dajana Eitberger und Emily Sweeney. In Altenberg verpasste sie eine erneute Teilnahme als 19., in Winterberg verpasste sie das Hauptrennen als 13. des Nationencups nur um einen Rang. Mit 81 Punkten war sie in der Saison 29. der Gesamtwertung des Weltcups, mit 154 Punkten gar 21. der des Nationencups.

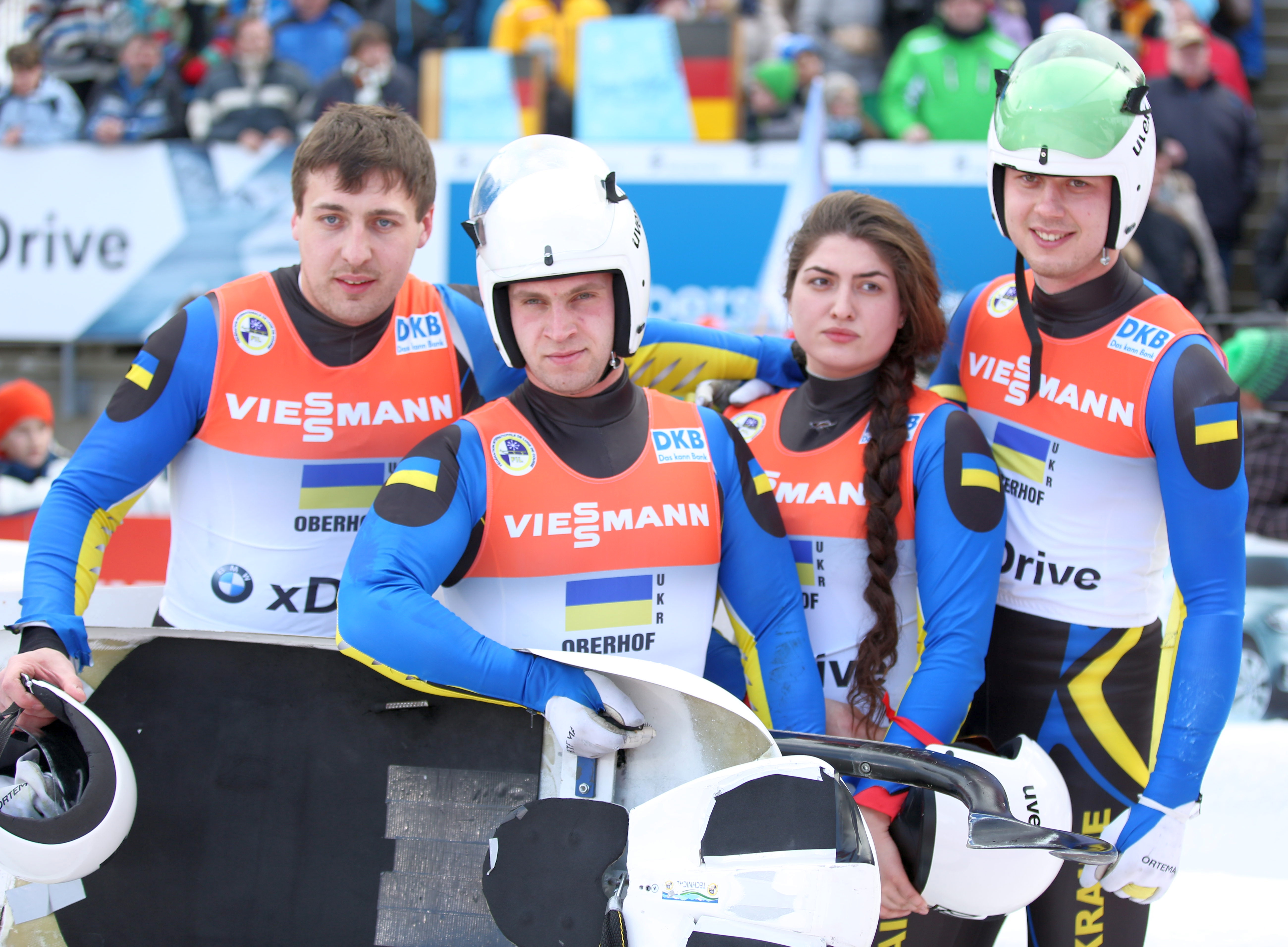
Die ukrainische Teamstaffel im Ziel beim Weltcup 2017 in Oberhof

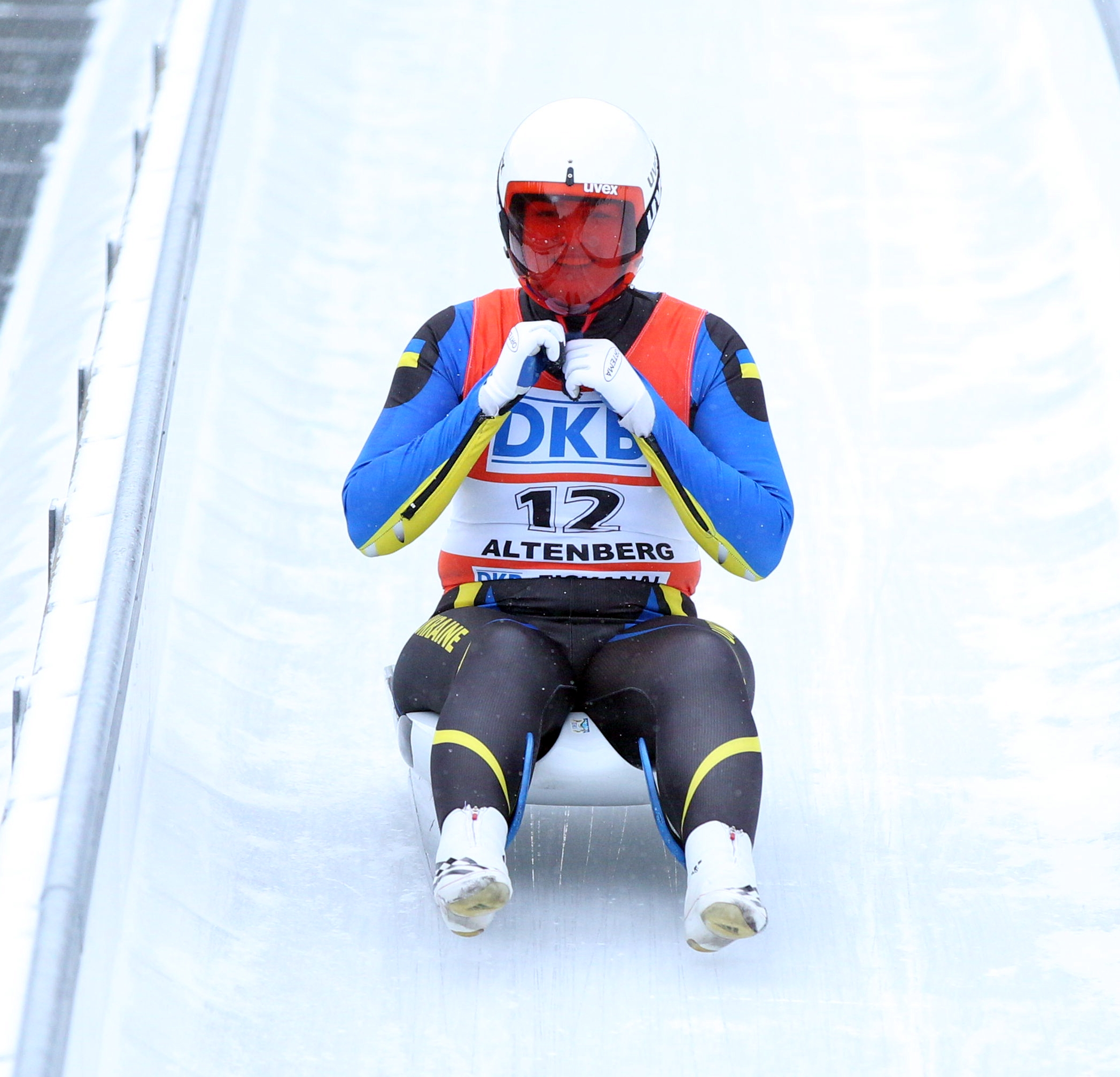
Schchumowa Beim Nationencup-Rennen 2017 in Altenberg

Noch erfolgreicher verlief die Saison 2016/17 für Schchumowa. Zum Saisonauftakt in Winterberg wurde sie 18. des Nationencup-Rennens. Darauf folgte die Nordamerika-Tour. In Lake Placid wurde sie 15. und verpasste erneut die Qualifikation für den Weltcup. Das gelang ihr im dritten Saisonrennen als 12. in Park City, im Hauptrennen kam Schchumowa aus Rang 23. Danach wurde sie in Whistler 23. des Weltcups, ein Nationencup war hier nicht vorgeschaltet. Nach dem Jahreswechsel, zurück in Europa, verpasste sie aufgrund eines Sturzes in Königssee eine nächste Weltcup-Teilnahme. Die nächste Qualifikation gelang beim folgenden Nationencup-Rennen in Sigulda, bei dem sie 13. wurde, im Weltcup-Rennen 22. Es folgten die Weltmeisterschaften 2017 in Igls. Schchumowa wurde als beste Ukrainerin 22. und wurde daraufhin auch neben Andrij Mandsij und dem Doppel Obolonchyk/Zakharkiv für die Staffel berufen, mit der sie allerdings nur 13. und damit Vorletzte vor der britischen Staffel wurde. Danach verpasste sie in Oberhof, Pyeongchang und Altenberg als 15., 16. und 18. der Nationencups die Weltcuprennen, wurde in Oberhof und bei den vorolympischen Rennen in Pyeongchang in der ukrainischen Staffel eingesetzt, mit der sie in der WM-Besetzung 12. und 13. wurde. Mit 185 Punkten belegte Schchumowa in der Gesamtwertung des Nationencups den 18. Platz, mit 128 Punkten wurde sie 24. der des Weltcups.
2017/18 begann für Schchumowa mit einem 25. Platz im Nationencup von Igls. Das zweite Rennen in Winterberg beendete sie nach einem Sturz nicht. Nach einem 17. Platz in Altenberg – mit der Weltcupstaffel war sie wie schon in Igls Elfte – folgte die Nordamerika-Tour, die mit Rang 16 im Nationencup von Calgary begann und an selber Stelle mit Platz 12 mit der Teamstaffel fortgesetzt wurde. In Lake Placid gelang Schchumowa als 12 zum letzten Mal die Qualifikation für ein Weltcup-Rennen, das sie aber aufgrund eines weiteren Sturzes nicht ins Ziel brachte. Es folgten 26. und 18. Ränge in den Nationencups vom Königssee und in Oberhof. Letztes Weltcup-Rennen war das Teamstaffel-Rennen in Oberhof, in dem Schchumowa an der Seite von Anton Dukatsch, Oleksandr Obolontschyk und Roman Zakharkiv Elfte wurde. In ihrer letzten Weltcup-Saison gewann die Ukrainerin 69 Punkte und wurde damit 35., exakt einen Punkt und einen Platz hinter ihrer langjährigen Teamkollegin und Konkurrentin Olena Stezkiw. Auch im Nationencup lag sie als 28. mit 135 Punkten einen Rang hinter Stezkiw. Es folgten die Olympischen Winterspiele 2018 von Pyeongchang. Aufgrund zweier potentiell russischer Startplätze die aufgrund der Sperre des russischen Teams nicht besetzt werden konnten, standen Nachrückerplätze zur Verfügung. Auf dem ersten stand die Ukraine. Smit konnte diese zwei Starterinnen melden, Schchumowa und Stezkiw. Sie startete als 19. in den beiden Läufen des ersten Tages gut in den Wettkampf. Da sie am folgenden Tag jedoch nur die 26. Laufzeit erreicht hatte, schaffte sie es nicht sich für den finalen Vierten Lauf der besten 20 zu qualifizieren und wurde am Ende 21. Nach den Spielen beendete sie nach neun internationalen Wettkampf-Saisonen ihre Karriere.

## Statistik

### Ergebnisse bei Meisterschaften
| Jahr | Olympische Spiele | Weltmeisterschaften | Europameisterschaften | U-23-Weltmeisterschaften | U-23-Europameisterschaften | Junioren-Weltmeisterschaften | Junioren-Europameisterschaften |
| ---- | ----------------- | ------------------- | --------------------- | ------------------------ | -------------------------- | ---------------------------- | ------------------------------ |
| 2010 | 0–                | 0/                  | 0–                    | 0/                       | 0–                         | 0–                           | 0–                             |
| 2011 | 0/                | 0–                  | 0–                    | 0–                       | 0–                         | 19.                          | 36.                            |
| 2012 | 0/                | 0–                  | 0–                    | 0–                       | 0–                         | 19.                          | 28.                            |
| 2013 | 0/                | dnf                 | 0–                    | 0–                       | 0–                         | 16./8.                       | 0–                             |
| 2014 | 30./11.           | 0/                  | dnf/7.                | 0/                       | 0–                         | 0–                           | 0–                             |
| 2015 | 0/                | 37.                 | 0–                    | 0–                       | 0–                         | 0–                           | 0–                             |
| 2016 | 0/                | 35.                 | 0–                    | 0–                       | 0–                         | 0–                           | 0–                             |
| 2017 | 0/                | 22./13.             | 0–                    | 0–                       | 0–                         | 0–                           | 0–                             |
| 2018 | 21./13.           | 0/                  | 0–                    | 0/                       | 0–                         | 0–                           | 0–                             |

### Platzierungen in Gesamtwertungen
| Saison  | Weltcup        | Weltcup        | Weltcup       | Nationencup | Nationencup | Juniorinnen-Weltcup | Juniorinnen-Weltcup | Juniorinnen-Weltcup | Juniorinnen-Weltcup |
| Saison  | Gesamt-Weltcup | Gesamt-Weltcup | Sprintweltcup | Nationencup | Nationencup | Juniorinnen-Weltcup | Juniorinnen-Weltcup | Juniorinnen-Weltcup | Juniorinnen-Weltcup |
| Saison  | Platz          | Punkte         | Platz         | Platz       | Punkte      | Platz               | Punkte              | Platz               | Punkte              |
| ------- | -------------- | -------------- | ------------- | ----------- | ----------- | ------------------- | ------------------- | ------------------- | ------------------- |
| 2009/10 | 0–             | 0–             | 0/            | 0–          | 0–          | 0–                  | 0–                  | 33.                 | 030                 |
| 2010/11 | 0–             | 0–             | 0/            | 0–          | 0–          | 26.                 | 051                 | 0/                  | 0/                  |
| 2011/12 | 34.            | 032            | 0/            | 32.         | 055         | 34.                 | 039                 | 0–                  | 0–                  |
| 2012/13 | 50.            | 012            | 0/            | 45.         | 022         | 27.                 | 047                 | 0–                  | 0–                  |
| 2013/14 | 31.            | 091            | 0/            | 28.         | 149         | 0–                  | 0–                  | 0–                  | 0–                  |
| 2014/15 | 38.            | 026            | 0–            | 36.         | 036         | 0–                  | 0–                  | 0–                  | 0–                  |
| 2015/16 | 29.            | 081            | 0–            | 21.         | 154         | 0–                  | 0–                  | 0–                  | 0–                  |
| 2016/17 | 24.            | 128            | 0–            | 18.         | 185         | 0–                  | 0–                  | 0–                  | 0–                  |
| 2017/18 | 35.            | 069            | 0–            | 28.         | 135         | 0–                  | 0–                  | 0–                  | 0–                  |